# قرنه
قُرنه به معنی شاخ و شهریست در جنوب شرق کشور عراق و از توابع شهرستان بصره با جمعیت ۴۵۰ هزار نفر است.
قرنه در در محل تقاطع دو رود دجله و فرات و محل تشکیل شط العرب است. به واسطه استخراج نفت جز ثروتمندترین شهرهای عراق می‌باشد. تا زمان حکومت صدام حسین استخراج نفت از این چاه‌ها را شرکت‌های روسی انجام می‌دادند.
همچنین قرنه محل قدیمی سکونت عشیره قرینی است که اکنون این محل سکونت این عشیره بصره می‌باشد. همچنین اجداد عشیره سادات آل جابر در این منطقه سکونت داشتند و سید جابر الصغیر یکی از اجداد عشیره سادات آل جابر محمدیه در این منطقه به دست حکومت عثمانی مسموم شد و پدرش سید حسن نیز از سوی حکومت عثمانی اعدام شد. و فرزندان سید جابر الصغیر به اجبار از قرنه فرار کردند سید موسی بن سید علی بن سید جابر الصغیر پس از به قتل رسیدن مظلومانه برادرش سید حسین به خرمشهر و منطقه صلبوخ قدیم (جزیره مینو) رفت. و سید هاشم و سید جاسم فرزندان سید جابر بن سید محسن بن سید یوسف بن سید شریف بن سید جابر الصغیر نیز از منطقه کوت الزین به جزیره مینو مهاجرت کردند و فرزندانشان در آن منطقه و منطقه سلیچ در آبادان ساکن شدند. قرنه از در محاصره دو هور العظیم از شرق و هور الحمار از غرب می‌باشد. به واسطه فاصله ۴۰ کیلومتری با مرز ایران این شهر در طول جنگ هشت ساله ایران و عراق متحمل خسارات فراوانی شد. از اماکن تفریحی آن می‌توان به درخت آدم اشاره کرد. درختی که اهالی منطقه اعتقاد دارند در محل حضور آدم کاشته شده و ابراهیم بر آن نماز خوانده‌است.
فاصله شهرک القرنه تا جزیره مجنون ۱۵ کیلومتر است.

## نگارخانه

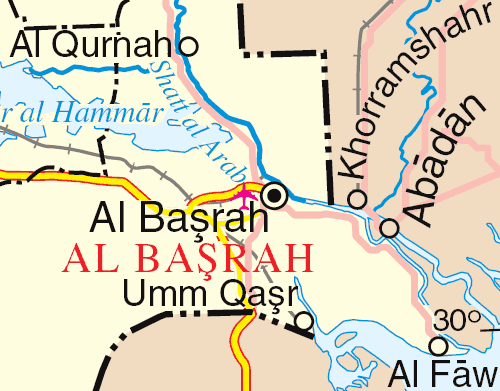